# Пий XII
Пий XII (на латински: Pius PP XII), роден Еудженио Мария Джузепе Джовани Пачели (на италиански: Eugenio Maria Giuseppe Giovanni Pacelli) е 262-рият римски папа.

## Биография
Роден в Рим на 2 март 1876 г. Майка му е Вирджиния Грациози, от благородническо потекло, баща му е адвокатът Филипо Пачели, покръстен е с името Мариа Джузепе Джовани Пачели. Внук е на Марк Антонио Пачели, основател на католическия ежедневник на Ватикана „Osservatore Romano“.
През април 1899 г. е ръкоположен като свещеник и от 1904 г. до 1916 г. е асистент на Кардинал Гаспари. Папа Бенедикт XV го назначава за апостолски нунций в Бавария през 1917 г. и на Ваймарската република в Германия през юни 1920 г. Папа Пий XI го ръкополага за кардинал на 16 декември 1929 г., за да стане държавен секретар на 7 февруари 1930 г.
След смъртта на Папа Пий XI ръководи Конклава в ролята си на камерлинг и е избран за Папа с името Пий XII. В своята първа енциклика „Summi pontificatus“ критикува всякаква форма на тоталитаризъм, но през Втората световна война запазва неутралитет.